# Марфиза д’Эсте
Марфи́за д’Э́сте (итал. Marfisa d’Este; около 1554, Феррара — 16 октября 1608 или 15 августа 1608, Феррара) — принцесса из дома Эсте. Внебрачная дочь Франческо, маркграфа Масса-Ломбарды. В замужестве — первым браком наследная принцесса Монтеккьо, вторым браком наследная принцесса Массы и Каррары.
Покровительствовала художникам и поэтам. Особое покровительство оказывала поэту Торквато Тассо, создавшему в её честь многочисленные поэтические произведения.

## Биография

### Ранние годы и первый брак
Родилась около 1554 года в Ферраре. Она была внебрачной дочерью Франческо д’Эсте, маркграфа Массы-Ломбарды от неизвестной по имени любовницы. По отцовской линии являлась внучкой Альфонсо I, герцога Феррары, Модены и Реджо и Лукреции Борджа, внебрачной дочери римского папы Александра VI. Законный брак Франческо с Марией Кардоне, маркграфиней ди Паула был бездетным, но от любовницы у маркграфа были две дочери — Марфиза и Бардаманте. Для них в 1559 году в Ферраре им был построен небольшой дворец, ныне известный под названием малого дворца Марфизы д’Эсте.
Обе сестры воспитывались и обучались во дворце и при монастыре. В 1573 году римский папа Григорий XIII узаконил происхождение внебрачных дочерей маркграфа Франческо. В 1576 году герцог Альфонсо II также признал их членами дома Эсте и разрешил принцессам присутствовать при дворе в Ферраре.
Маркграф Франческо умер в 1578 году. Опекуном при принцессе Марфизе он оставил свою племянницу, принцессу Элеонору. Согласно завещанию покойного, в наследственные права его дочь могла вступить лишь после того, как выйдет замуж за представителя дома Эсте. Отец оставил ей наследство в триста тысяч скудо.
5 мая 1578 года в Ферраре состоялась церемония бракосочетания принцессы Марфизы и наследного принца Альфонсо д’Эсте из ветви маркграфов Монтеккьо. По этому случаю, поэтом Торкавто Тассо была написана канцона «Уже безмятежная ночь» (итал. Già il notturno sereno). Принц Альфонсо был старшим сыном Альфонсо, маркграфа Монтеккьо и принцессы Джулии делла Ровере. Супруг был моложе Марфизы на пять лет, но имел слабое здоровье и вскоре после свадьбы 4 сентября 1578 года скончался.

### Второй брак и потомство
Марфиза не долго держала траур по покойному мужу. Её формальный опекун, герцог Альфонсо II, организовал новый брак двоюродной сестры с наследным принцем Альдерано Чибо-Маласпина, сыном Альберико I, князя Массы и маркграфа Каррары и принцессы Елизаветы делла Ровере. В январе 1580 года стороны заключили брачный контракт, а 10 апреля 1580 года в Ферраре состоялась церемония бракосочетания. После свадьбы молодые супруги, в окружении личной свиты, отбыли в Венецию, откуда в скором времени вернулись обратно в Феррару. За время супружества у них родились восемь детей:
- Карло (18.11.1581 — 13.02.1662), суверенный князь Массы c 18.01.1623 и маркграф Каррары с 14.11.1606 под именем Карло I, 22 февраля 1605 года в Генуе сочетался браком с Бриджидой Спинола (26.10.1587 — 22.01.1660), дочерью генуэзского патриция Джаннеттино Спинолы, маркграфа Каличе и синьора Кастелларо[5];
- Франческо (1584 — 13.07.1616);
- Одоардо (5.03.1585 — 2.08.1612), полковник в армии Испанского королевства;
- Чезаре (1587—1588);
- Виктория (1588 — 10.10.1635), в 1603 году в Ферраре сочеталась браком с Эрколе Пеполи (1581—1613), графом Кастильоне, графом Священной Римской империи и сенатором Болоньи;
- Фердинандо (1590—1623), каноник в храме Святого Лаврентия в Генуе;
- Алессандро (1594 — 21.03.1639) рыцарь Мальтийского ордена с 1597 года;
- Альфонсо (род. и ум. 1596)[6].

### Наследная принцесса
Почти всё время после замужества Марфиза жила в Ферраре, где активно участвовала в придворной жизни, являясь организатором приёмов, маскарадов, театральных постановок и выездов на природу. Марфиза увлекалась литературой и искусством, и часто выступала в роли мецената. Особое покровительство она оказывала поэту Торквато Тассо. Так, в июне 1581 года, беременная первым ребёнком, наследная принцесса навестила поэта в госпитале Святой Анны в Ферраре, в который тот был заточён по приказу герцога Альфонсо II, объявившего его психически нездоровым. Вдохновлённый её визитом, Торквато Тассо посвятил ей четыре сонета и написал по её заказу сонет в честь художника Себастьяно Филиппи.
В августе 1583 года поэт, вместе с придворными и другими деятелями искусства, участвовал в поездке в загородное поместье, организованной Марфизой. Во время этой поездки художник Филиппо Паладини написал портрет наследной принцессы, который вдохновил поэта на создание ряда сонетов, посвящённых Марфизе. Спустя месяц, сонеты были изданы в Ферраре отдельной книгой. В 1586 году в Милане был издан диалог Торквато Тассо с посвящением наследной принцессе. Поэт посвятил ей много других сонетов, среди которых «Двух женщин за день видел я, прославленных и редких» (итал. Due donne in un dì vidi illustri e rare), который он посвятил Марфизе и Лукреции д’Эсте.
Другими литераторами, которым наследная принцесса оказывала своё покровительство, были Джованни Донато Куккетти, в 1581 году посвятивший ей первое издание пасторали «Безумие» и Баттиста Гварини, который в 1595 году представил её вниманию пастораль «Верный пастух». С последним Марфиза, вместе с сестрой Бардаманте, вела многолетнюю дискуссию, что, однако, не помешало ей выразить ему благодарность за пастораль.
В 1586 году герцог Альфонсо II потребовал от свёкра Марфизы в полном объёме выполнять, взятые им на себя обязательства, касавшиеся её содержания. Их спор был вскоре урегулирован.

### Поздние годы и смерть
После рождения седьмого ребёнка Марфиза на некоторое время переехала в Массу, но постоянно посещала Феррару, пока в 1598 году не вернулась окончательно в родной город. В том же году дом Эсте утратил правление над Феррарским герцогством, территория которого снова вошла в состав Папского государства. Марфиза вела уединённый образ жизни в своём дворце вплоть до смерти, наступившей 16 августа 1608 года. Наследную принцессу похоронили в церкви Девы Марии Утешительницы в родном городе. Впоследствии останки Марфизы были перезахоронены в гробнице Борсо д’Эсте в монастыре картезианцев в Ферраре

## Посмертная легенда
Жизнь и личность Марфизы, посвящённые ей поэтические произведения и картины, в XX веке послужили не только популярности принцессы, но и возникновению о ней мрачной легенды. По словам свидетелей, по ночам над зданием малого дворца Марфизы д’Эсте, восседая на колеснице, является её призрак. Правя лошадьми, мёртвая принцесса тащит за колесницей по улицам города тела приписываемых ей многочисленных любовников.